# Anoplophora leechi
Anoplophora leechi là một loài bọ cánh cứng trong họ Cerambycidae.